# Ormenoides subflava
Ormenoides subflava är en insektsart som beskrevs av Metcalf och Bruner 1948. Ormenoides subflava ingår i släktet Ormenoides och familjen Flatidae. Inga underarter finns listade i Catalogue of Life.